# Flensburg (Meteorit)
Koordinaten: 54° 45′ 41″ N, 9° 22′ 44″ O
Der Meteorit Flensburg ging im September 2019 im Flensburger Raum nieder. Er ist nicht mit dem gleichnamigen Asteroiden zu verwechseln.

## Hintergrund
Am 12. September 2019 um 14:49:48 Uhr trat ein Meteoroid über Norddeutschland in die Erdatmosphäre ein. Es bildete sich eine weit sichtbare Tageslichtfeuerkugel, die von einigen Kameras aufgezeichnet wurde. Überschallknallgeräusche waren in Schleswig-Holstein zu hören. Nach Angaben von Augen- und Ohrenzeugen aus Belgien, den Niederlanden, dem Vereinigten Königreich, Dänemark und Deutschland deutete zunächst vieles darauf hin, dass eventuelle Meteoriten in die Nordsee gefallen wären. Daten der NASA und detailliertere Auswertungen zeigten dann, dass es im deutsch-dänischen Grenzgebiet zu Meteoritenfällen gekommen sein könnte.
Unabhängig davon entdeckte am 13. September der Flensburger Erik Due-Hansen einen ungewöhnlichen Stein in seinem Garten im Stadtteil Weiche, den er für einen Meteoriten hielt. Eine Erstbegutachtung erfolgte durch Mitglieder des Arbeitskreises Meteore, die  den Kontakt zum deutschen Meteoritenforscher Dieter Heinlein herstellten. Fachleute fanden schnell heraus, dass der 24,5 Gramm schwere Stein tatsächlich ein Meteoritenfragment ist, das aus dem Ereignis vom 12. September stammt. Umfassende Untersuchungen an der Universität Münster von Addi Bischoff zeigten einen sehr seltenen ungruppierten kohligen Chondriten des Typs C1. Bischoff zufolge sei „Flensburg […] bezogen auf Deutschland, der mit Abstand, mit großem Abstand wissenschaftlich wichtigste Meteoritenfall“.
Die Datenbank Meteoritical Bulletin Database führt den Meteoriten seit dem 5. Februar 2020 unter der Bezeichnung Flensburg, benannt nach dem Fundort. Von dem Meteoriten wurde für die Klassifikation ein Teil abgetrennt, die verbliebene Hauptmasse von 17,06 Gramm kaufte die Westfälische Wilhelms-Universität Münster am 8. Januar 2020. Etwa 15 Institute in Deutschland, Frankreich und der Schweiz untersuchen weiterhin den Meteoriten.
Weitere Untersuchungen, publiziert im Januar 2021, kamen zu dem Schluss, dass der Meteorit nur Minerale enthält, die in Anwesenheit von Wasser entstehen, beispielsweise Schichtsilikate und Karbonate. Die gefundenen Karbonate im Flensburg-Meteoriten gehören demnach mit zu den ältesten im Sonnensystem. Das Alter des Meteoriten wurde mittels Ionensonde bestimmt, basierend auf dem Zerfall von Mangan-53. Die Datierung zeigte, dass der Mutterasteroid, von dem der Flensburg-Meteorit stammt, sich bereits drei Millionen Jahre nach Entstehung der ersten Festkörper im Sonnensystem gebildet hat. Sie sind damit mehr als eine Million Jahre älter als vergleichbare Karbonate in ähnlichen Meteoritentypen und zeigen die frühesten Vorkommen von flüssigem Wasser auf planetaren Körpern. Asteroiden, wie der Mutterasteroid des Flensburg-Meteoriten, könnten demnach flüssiges Wasser auf die Erde gebracht haben, als diese genug abgekühlt war.

## Daten
Der Meteoroid kam aus südlicher Richtung mit einer Geschwindigkeit vom 18,5 km/s. Er setzte in 42 km Höhe eine Energie von 0,48 kt TNT-Äquivalent frei, wie es die NASA ermittelte. Aus den Daten der Nasa errechnete der Niederländer Marco Langbroek eine Apollo-Umlaufbahn und einen Durchmesser von etwa 2 m für das ursprüngliche Himmelsobjekt.

## Suche
Trotz intensiver Suche nach weiteren Meteoriten gab es bisher keine neuen Funde.